# Csigák

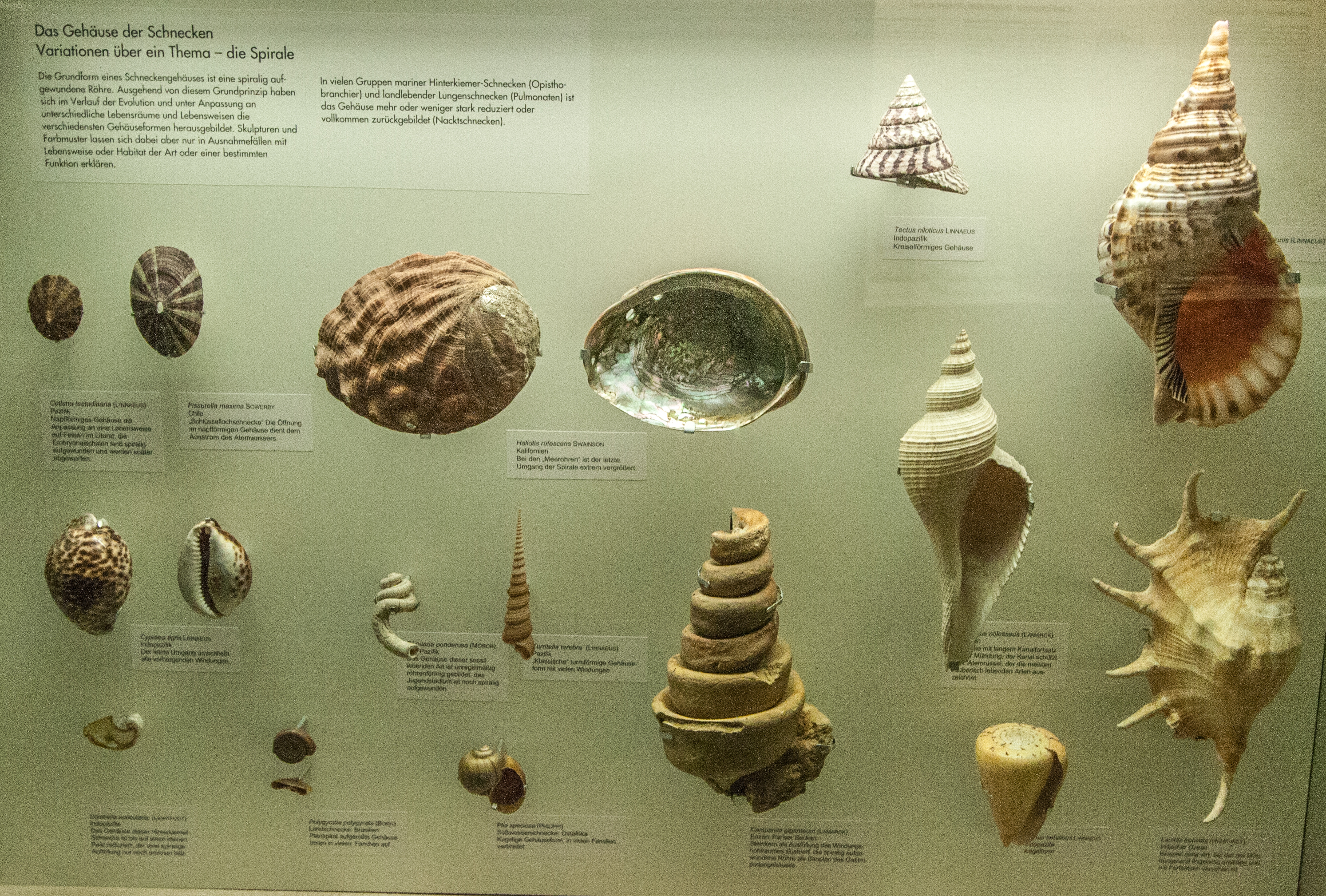
Csigaházak a frankfurti Senckenberg Naturmuseum tárlójában

A csigák (Gastropoda) a puhatestűek törzsének (Mollusca) legnagyobb fajszámú osztálya több mint 110 ezer fajjal. Latin nevük alapján a szakirodalomban haslábúak néven is ismertek, ugyanis hasuk ellaposodott, erőteljes bőrizomtömlővel ellátott testrész, úgynevezett hasláb, amivel haladnak.

## A csigák anatómiája

### Testfelépítésük általános jellegzetességei

#### Az aszimmetria kialakulása
A legtöbb csiga legszembetűnőbb sajátossága a csigaház, amely tulajdonképpen meszes külső váz, amelyhez izmok is tapadnak. A váz — ellentétben pl. a kagylók héjteknőjével — aszimmetrikus. A csigák másodlagosan részaránytalanná vált állatok, amelyek ősei kétoldalian részarányosak voltak. A részaránytalanná válás három alapvető folyamat eredménye: a test visszahajlásáé (flexio), a csavarodásé (torsio) és a visszacsavarodásé (detorsio).
A változás során a hátulsó testvég visszahajlott, ennek eredményeképpen a végbélnyílás és a kopoltyúk előre, a fej közelébe kerültek. A torsio folyamatában a belső szervek a visszahajlás síkjáról merőlegesen 180°-kal megcsavarodtak. Emiatt az eredetileg jobb oldalon lévő szervek átkerültek az állat bal oldalára és viszont ezután a páros szervek egyike redukálódott, majd felszívódott. Az így kialakult sajátos anatómiai jellegzetesség a keresztidegűség (streptoneuria), ugyanis a két fő párhuzamos idegköteg a bélcső alatt és felett a torsio következtében keresztezte egymást.
A csigák egy részénél bekövetkezett további detorsio. Ennek következményeként a szervek (pl. szívpitvar, vese, kopoltyú) ugyan visszakerültek a test eredeti oldalára, de páratlanok maradtak, az eredeti szervek nem fejlődtek ki újra. Ezzel megszűnt a keresztidegűség, és másodlagos egyenesidegűség (euthyneuria) alakult ki.

#### Morfológiai jellegzetességek
A csigák feje kicsiny, rajta található a szájnyílás, fölötte pedig a tapogatók. Ez utóbbiaknak az érzékelésben van szerepük. Lábuk erőteljesen ellaposodott csúszó- vagy hasláb. A szájnyílás és a talp széle között nyílik egy exokrin mirigy, a nagy talpmirigy. Ennek váladéka, nyálkája a hasláb felszínét sikamlóssá teszi, így tulajdonképpen az állat ezen csúszik tovább. Az araszoló mozgáshoz az izomzat periodikusan húzódik össze. Külsőleg ez kontrakciós hullámként jelenik meg és fut végig a haslábon. A haladó csiga a megszáradt nyálka mászásnyomát hagyja maga mögött.
A csigák legjellegzetesebb morfológiai sajátossága a külső meszes váz, a csigaház (testa) — kivéve a meztelencsigák öregcsaládját (Limacoidea spf.) és a csupaszkopoltyúsokat (Nudibrachia). A csigaház alakja, mérete, színe fajonként változó, így az fajmeghatározó bélyeg. A házat a köpenyszegélyben található nagy, nyálka-, fehérje- és mésztermelő mirigysejtek választják ki. Ennek megfelelően a csigaház többrétegű. Legbelül lehet egy vékony gyöngyházréteg (hypostracum), de ez a csigák nagy többségénél hiányzik. Középütt vastag kristályos mészréteg, legkívül fehérjéből és kitinből álló réteg található. A csigaház egész életében együtt növekszik az állattal.

### Táplálkozásuk
A csigák emésztőrendszere háromszakaszos bélcsatorna. A szájnyílás a fej végén található, és a szájüregben folytatódik. A szájüreg felső boltozatán állkapocs, alul pedig erőteljes reszelőnyelv (radula) található. A szájüreg rövid, izmos garatban folytatódik, majd a hosszabb nyelőcső s végül a tág gyomor következik. A nyálmirigyek a garat és a nyelőcső határán torkollnak a bélcsőbe. Középbéli mirigyük nagy, fejlett, a teljes középbelet körülöleli. Feladata az emésztőnedv-termelés és a tápanyag-raktározás . A középbéli mirigy(hepatopancreatum) szívja fel a táplálék finomszemcsés részét, a többi a rövid utóbél felé halad, majd a légzőnyílás közelében lévő végbélnyíláson át ürülnek a szükségtelen végtermékek. Törmeléket szűrő életmódjuk pedig hozzájárul a vizek öntisztulásához.

### Anyagszállításuk
A szívük nagy szívburoküregben található, egy-egy szívkamrából és szívpitvarból áll. A szívkamrából induló aorta három fő artériára válik szét, melyek a fejbe, lábba és zsigerzacskóba indulnak. A vérük színe kékes a benne található, réztartalmú hemocianintól.

### Légzés
A csigákban alapvetően kétféle légzési mód alakult ki:
- a vízben légzés kopoltyúval;
- a légköri légzés a nedves falú, hajszálerekkel bőségesen átjárt köpenyüregtüdővel.

A kopoltyú lehet a szívkamra előtt (elölkopoltyúsok) vagy mögött (hátulkopoltyúsok), ami rendszertani bélyeg. A tüdővel lélegző csigák a tüdőscsigák; csoportjukban vízi és szárazföldi fajok is vannak.

### Szaporodásuk, egyedfejlődésük

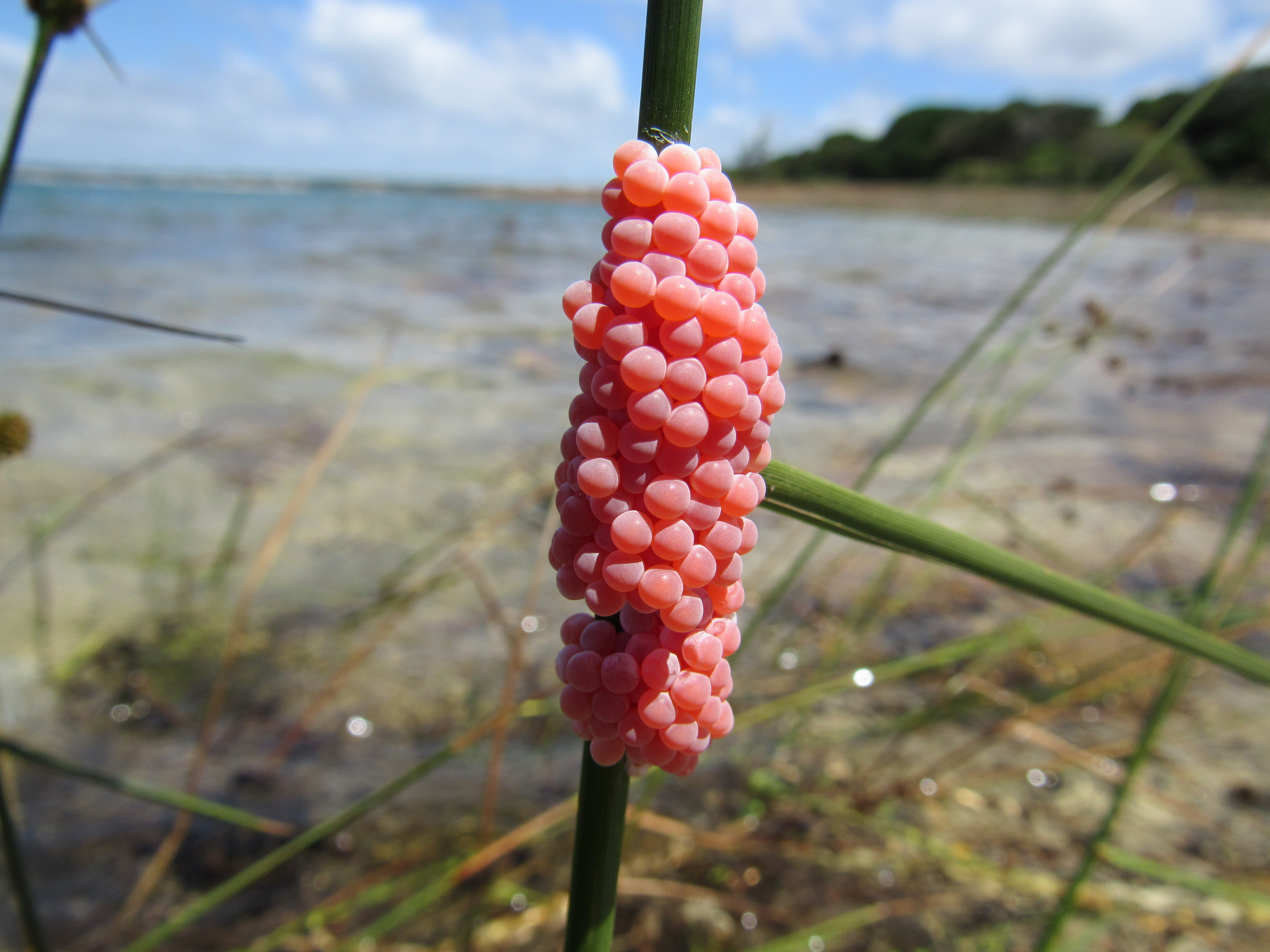
Csigapeték

Az ivarszervek a zsigerzacskó felső részében helyezkednek el, bonyolult felépítésűek, járulékos mirigyekkel állnak kapcsolatban. Az elöl-kopoltyús csigák váltivarúak, a hátul-kopoltyúsok és tüdősök pedig hímnősek. A hímnősek kölcsönösen termékenyítik meg egymást; ilyenkor ondócsomagot adnak át egymásnak, s ez a peterakásig az ondótartályban tárolódik. A peterakáskor a petecsövön áthaladó petesejteket termékenyítik meg a spermiumok.
A tengeri fajok egyedfejlődése átalakulással történik, több lárvaalakon keresztül, melyek mint planktonikus szervezetek élnek a tengervízben a kifejlődésig. Az édesvízi és szárazföldi fajok átalakulása már a petében megtörténik, így az ő posztembrionális fejlődésük átalakulás nélküli.

#### Az ivarszervek részei
- Fehérjemirigy
- hímnősmirigy
- Hímnősvezeték
- hüvelyfüggelék (appendicula, stimulatory organ)
- Ivarnyílás
- Ivarpitvar
- megtermékenyítési kamra
- nyálkamirigyek (ujj alakú mirigyek)
- nyíltok (nyílzacskó)
- ondócsatorna (vas deferens)
- ostor
- párzótáska
- párzótáska-vezeték (pedunculus)
- párzótáska függeléke (diverticulum)
- Pénisz
- péniszburok (penial steeth)
- péniszfüggelék (Penial appendix)
- Péniszfüggelék-visszahúzó izom
- pénisztasak (penial caecum)
- Péniszvisszahúzó izom
- péniszszemölcs (penial papilla)
- pete-ondóvezetõ
- spermatok  (spermatophore)
- a „szerelem nyila” (spiculum amoris)
- utópénisztasak (epiphallar caecum)
- utópénisz (epiphallus)
- Vagina
- Vagina-visszahúzó izom.

### Érzékelésük
Idegrendszerük fejlett, erősen központosított. A fő központ a feji dúc vagy agydúc, emellett van még köpenydúc, zsigeri dúc és lábdúc. Garatideggyűrűjüket az agy-, láb- és köpenydúc alkotják. A fejen található tapogatók az érzékelésben elsőrendűek. A tapogatók felületén mechanoreceptorok találhatók, a tapogatók tövén vagy végén fényérzékelő sejtek csoportosulásából kialakuló csésze- vagy gödörszem található.

## Rendszerezésük
Az osztályba az alábbi alosztályok, öregrendek és rendek tartoznak:

### Eogastropoda
Az Eogastropoda más néven (Prosobranchia) alosztályba 3 rend tartozik
- Docoglossa más néven Patellogastropoda
- Euomphalina
- Neomphalida

Valamint:
- Peltospiroidea (rendbe egyelőre be nem sorolt öregcsalád)

### Valódi csigák

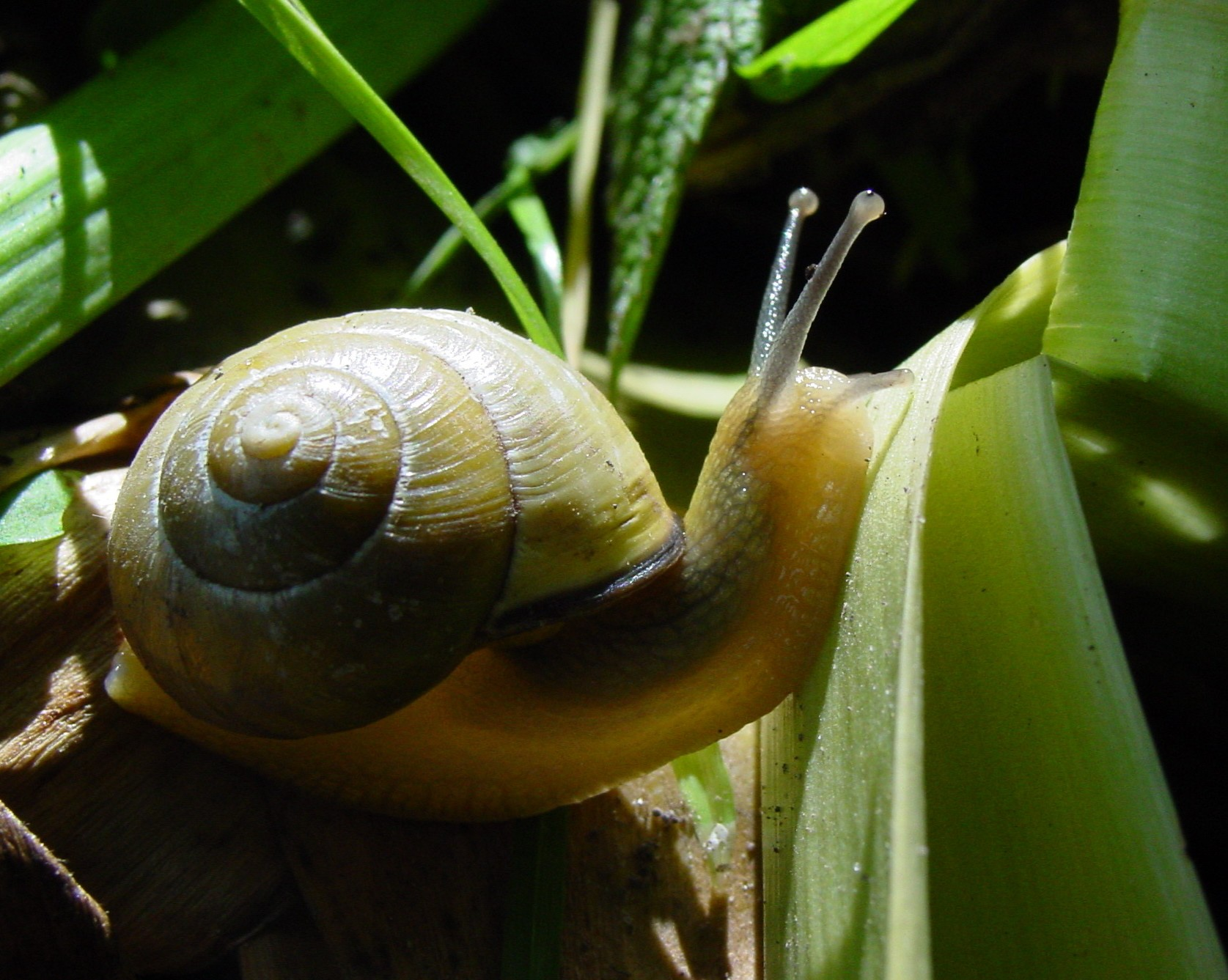
Cepaea nemoralis

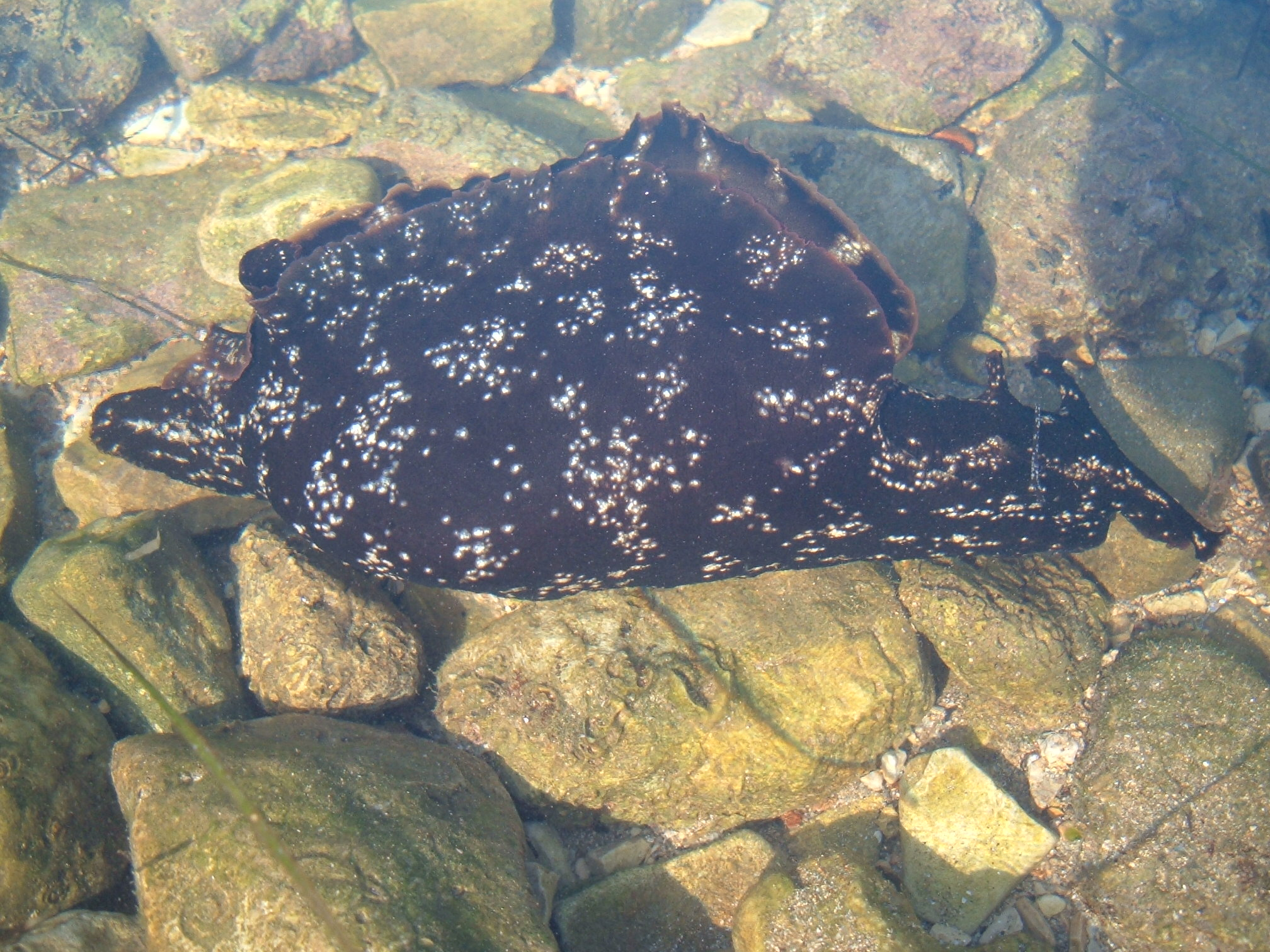
Tengeri nyúl Rovinj kikötőjében

A valódi csigák (Orthogastropoda)  alosztályba 5 öregrend és 9 rend tartoznak
- Caenogastropoda öregrend
  - Architaenioglossa rend
  - Perunelomorpha rend – kihalt
  - Sorbeoconcha rend
- Cocculiniformia öregrend
- Heterobranchia öregrend
  - Triganglionata rend
  - hátulkopoltyúsok (Opisthobranchia) rendje
  - tüdőscsigák (Pulmonata) rendje
- Neritopsina  öregrend
  - Cyrtoneritimorpha rend – kihalt
  - Neritoida rend
- Vetigastropoda öregrend
- öregrenden kívül:
  - Murchisoniina rend

## Felépítésük

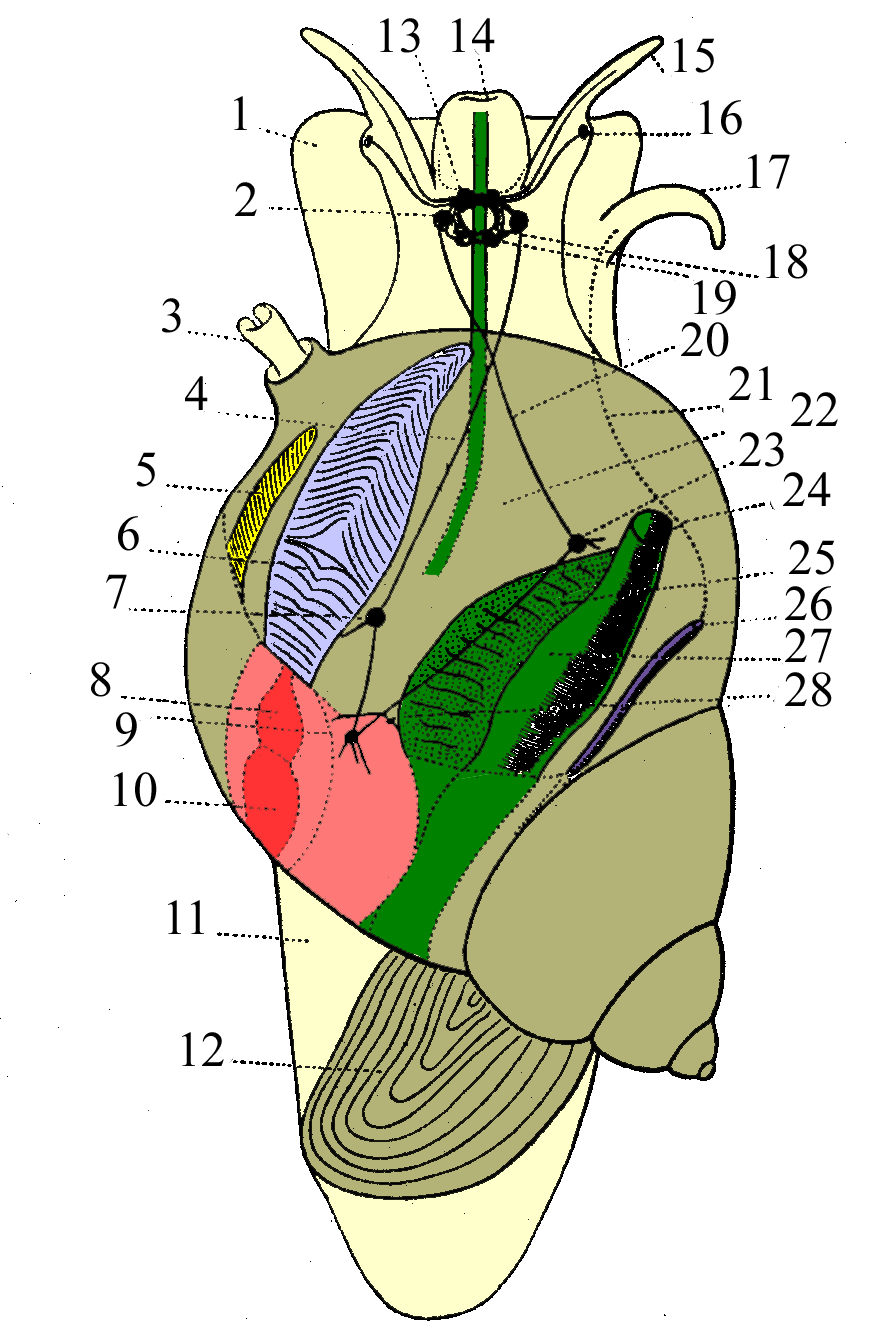
Hímnős Prosobranchia csiga rajza
1. pes (láb)
2. cerebral ganglion (fejdúc)
3. pneumostoma (légcső)
4. felső commissura (idegcsatorna csatlakozás)
5. osphradium (szaglószerv)
6. branchia (tüdő)
7. pleural ganglion (nyaki ideg)
8. szívpitvar
9. visceralis ganglion (zsigeri ideg)
10. ventriculum (szívkamra)
11. pes (lábak)
12. operculum (házfedél)
13. idegdúc („ágy”)
14. stoma (szájnyílás)
15. felső tapogató
16. oculus (szem)
17. alsó tapogató
18. nyelőcső-ideggyűrű
19. pedal ganglion (lábi ideg)
20. alsó commissura (idegcsatorna)
21. vas deferens (ondóvezeték)
22. pallialis üreg (köpeny- v. légzőüreg)
23. parietalis ganglion (köpenyfali ideg)
24. anus (végbélnyílás)
25. hepatopancreas (máj-hasnyálmirigy)
26. ivarmirigy
27. rectum (végbél)
28. tubularis nephridium (vesécske)

## Filogenetikus családfájuk
|  | \| \| Panpulmonata ► \| \| \| \| \| \| Euopisthobranchia ► \| \| \| \| |
|  |                                                                        |
|  | Nudipleura ►                                                           |
|  |                                                                        |
|  | Panpulmonata ►                                                         |
|  |                                                                        |
|  | Euopisthobranchia ►                                                    |
|  |                                                                        |

|  | Panpulmonata ►      |
|  |                     |
|  | Euopisthobranchia ► |
|  |                     |

|  | \| \| Panpulmonata ► \| \| \| \| \| \| Euopisthobranchia ► \| \| \| \| |
|  |                                                                        |
|  | Nudipleura ►                                                           |
|  |                                                                        |
|  | Panpulmonata ►                                                         |
|  |                                                                        |
|  | Euopisthobranchia ►                                                    |
|  |                                                                        |

|  | Panpulmonata ►      |
|  |                     |
|  | Euopisthobranchia ► |
|  |                     |

|  | \| \| Panpulmonata ► \| \| \| \| \| \| Euopisthobranchia ► \| \| \| \| |
|  |                                                                        |
|  | Nudipleura ►                                                           |
|  |                                                                        |
|  | Panpulmonata ►                                                         |
|  |                                                                        |
|  | Euopisthobranchia ►                                                    |
|  |                                                                        |

|  | Panpulmonata ►      |
|  |                     |
|  | Euopisthobranchia ► |
|  |                     |

|  | \| \| Panpulmonata ► \| \| \| \| \| \| Euopisthobranchia ► \| \| \| \| |
|  |                                                                        |
|  | Nudipleura ►                                                           |
|  |                                                                        |
|  | Panpulmonata ►                                                         |
|  |                                                                        |
|  | Euopisthobranchia ►                                                    |
|  |                                                                        |

|  | Panpulmonata ►      |
|  |                     |
|  | Euopisthobranchia ► |
|  |                     |

|  | \| \| Panpulmonata ► \| \| \| \| \| \| Euopisthobranchia ► \| \| \| \| |
|  |                                                                        |
|  | Nudipleura ►                                                           |
|  |                                                                        |
|  | Panpulmonata ►                                                         |
|  |                                                                        |
|  | Euopisthobranchia ►                                                    |
|  |                                                                        |

|  | Panpulmonata ►      |
|  |                     |
|  | Euopisthobranchia ► |
|  |                     |

|  | \| \| Panpulmonata ► \| \| \| \| \| \| Euopisthobranchia ► \| \| \| \| |
|  |                                                                        |
|  | Nudipleura ►                                                           |
|  |                                                                        |
|  | Panpulmonata ►                                                         |
|  |                                                                        |
|  | Euopisthobranchia ►                                                    |
|  |                                                                        |

|  | Panpulmonata ►      |
|  |                     |
|  | Euopisthobranchia ► |
|  |                     |

|  | \| \| Panpulmonata ► \| \| \| \| \| \| Euopisthobranchia ► \| \| \| \| |
|  |                                                                        |
|  | Nudipleura ►                                                           |
|  |                                                                        |
|  | Panpulmonata ►                                                         |
|  |                                                                        |
|  | Euopisthobranchia ►                                                    |
|  |                                                                        |

|  | Panpulmonata ►      |
|  |                     |
|  | Euopisthobranchia ► |
|  |                     |

|  | \| \| Panpulmonata ► \| \| \| \| \| \| Euopisthobranchia ► \| \| \| \| |
|  |                                                                        |
|  | Nudipleura ►                                                           |
|  |                                                                        |
|  | Panpulmonata ►                                                         |
|  |                                                                        |
|  | Euopisthobranchia ►                                                    |
|  |                                                                        |

|  | Panpulmonata ►      |
|  |                     |
|  | Euopisthobranchia ► |
|  |                     |

|  | \| \| Panpulmonata ► \| \| \| \| \| \| Euopisthobranchia ► \| \| \| \| |
|  |                                                                        |
|  | Nudipleura ►                                                           |
|  |                                                                        |
|  | Panpulmonata ►                                                         |
|  |                                                                        |
|  | Euopisthobranchia ►                                                    |
|  |                                                                        |

|  | Panpulmonata ►      |
|  |                     |
|  | Euopisthobranchia ► |
|  |                     |

|  | \| \| Panpulmonata ► \| \| \| \| \| \| Euopisthobranchia ► \| \| \| \| |
|  |                                                                        |
|  | Nudipleura ►                                                           |
|  |                                                                        |
|  | Panpulmonata ►                                                         |
|  |                                                                        |
|  | Euopisthobranchia ►                                                    |
|  |                                                                        |

|  | Panpulmonata ►      |
|  |                     |
|  | Euopisthobranchia ► |
|  |                     |

|  | \| \| Panpulmonata ► \| \| \| \| \| \| Euopisthobranchia ► \| \| \| \| |
|  |                                                                        |
|  | Nudipleura ►                                                           |
|  |                                                                        |
|  | Panpulmonata ►                                                         |
|  |                                                                        |
|  | Euopisthobranchia ►                                                    |
|  |                                                                        |

|  | Panpulmonata ►      |
|  |                     |
|  | Euopisthobranchia ► |
|  |                     |

|  | \| \| Panpulmonata ► \| \| \| \| \| \| Euopisthobranchia ► \| \| \| \| |
|  |                                                                        |
|  | Nudipleura ►                                                           |
|  |                                                                        |
|  | Panpulmonata ►                                                         |
|  |                                                                        |
|  | Euopisthobranchia ►                                                    |
|  |                                                                        |

|  | Panpulmonata ►      |
|  |                     |
|  | Euopisthobranchia ► |
|  |                     |

|  | \| \| Panpulmonata ► \| \| \| \| \| \| Euopisthobranchia ► \| \| \| \| |
|  |                                                                        |
|  | Nudipleura ►                                                           |
|  |                                                                        |
|  | Panpulmonata ►                                                         |
|  |                                                                        |
|  | Euopisthobranchia ►                                                    |
|  |                                                                        |

|  | Panpulmonata ►      |
|  |                     |
|  | Euopisthobranchia ► |
|  |                     |

|  | \| \| Panpulmonata ► \| \| \| \| \| \| Euopisthobranchia ► \| \| \| \| |
|  |                                                                        |
|  | Nudipleura ►                                                           |
|  |                                                                        |
|  | Panpulmonata ►                                                         |
|  |                                                                        |
|  | Euopisthobranchia ►                                                    |
|  |                                                                        |

|  | Panpulmonata ►      |
|  |                     |
|  | Euopisthobranchia ► |
|  |                     |

|  | \| \| Panpulmonata ► \| \| \| \| \| \| Euopisthobranchia ► \| \| \| \| |
|  |                                                                        |
|  | Nudipleura ►                                                           |
|  |                                                                        |
|  | Panpulmonata ►                                                         |
|  |                                                                        |
|  | Euopisthobranchia ►                                                    |
|  |                                                                        |

|  | Panpulmonata ►      |
|  |                     |
|  | Euopisthobranchia ► |
|  |                     |

|  | \| \| Panpulmonata ► \| \| \| \| \| \| Euopisthobranchia ► \| \| \| \| |
|  |                                                                        |
|  | Nudipleura ►                                                           |
|  |                                                                        |
|  | Panpulmonata ►                                                         |
|  |                                                                        |
|  | Euopisthobranchia ►                                                    |
|  |                                                                        |

|  | Panpulmonata ►      |
|  |                     |
|  | Euopisthobranchia ► |
|  |                     |

## ITIS szerinti besorolásuk
Rendek:
- Archaeopulmonata
- Basommatophora
- Heterostropha
- Neotaenioglossa
- Patellogastropoda
- Rhodopemorpha
- Stylommatophora
- Systellommatophora
- Thecosomata
- Opisthobranchia
- Prosobranchia